# Rebelión jacobita de 1745
La rebelión jacobita de 1745 (en gaélico escocés: Bliadhna Theàrlaich, «el Año de Carlos»), fue un intento fallido por parte de Carlos Eduardo Estuardo, también conocido como Bonnie Prince Charlie o El Joven Pretendiente, con la intención de recuperar el trono británico para la Casa de Estuardo. Tuvo lugar durante la Guerra de sucesión austríaca, cuando el grueso del Ejército británico se encontraba luchando en Europa continental, y fue la última de una serie de rebeliones que habían comenzado en marzo de 1689 y entre las que se contaron las de 1708, 1715 y 1719.
Carlos lanzó la rebelión el 19 de agosto de 1745 en la aldea de Glenfinnan en las Tierras Altas Escocesas, capturando Edimburgo y ganando la Batalla de Prestonpans en septiembre. En un concejo en octubre, los escoceses acordaron invadir Inglaterra cuando Carlos les aseguró que tendrían un apoyo sustancial de parte de los jacobitas ingleses, así como un desembarque simultáneo de tropas francesas en el sur de Inglaterra. Partiendo de esta base, el ejército jacobita entró a Inglaterra a comienzos de noviembre, pero ninguna de las promesas de Carlos se cumplió. Al llegar a Derby el 4 de diciembre, se detuvieron para discutir su estrategia futura.
Discusiones similares habían tenido lugar en Carlisle, Preston y Mánchester, y muchos creían que ya había de hecho ido demasiado lejos. La ruta de invasión había sido elegida de manera que cruzara por áreas que eran consideradas de fuertes simpatías jacobitas, pero el prometido apoyo inglés nunca logró materializarse. Con varios ejércitos gubernamentales en marcha hacia su posición, estaban en desventaja numérica y en peligro de quedarse atrapados. La decisión de retirarse fue apoyada por la inmensa mayoría, pero dio lugar a una grieta irreparable entre Carlos y sus partidarios escoceses. A pesar de una victoria en Falkirk Muir en enero de 1746, la derrota en la batalla de Culloden en abril puso fin a la rebelión. Carlos escapó a Francia, pero fue incapaz de ganar apoyo para otra intentona, y murió en Roma en 1788.

## Antecedentes
En 1688, la Revolución Gloriosa reemplazó en el trono a Jacobo II por su hija protestante María y su esposo Guillermo. Como ni María ni su hermana Ana tenían hijos vivos, el Acta de Establecimiento de 1701 excluyó a los católicos de los tronos inglés e irlandés y, después de la Ley de Unión de 1707, del de Gran Bretaña. Cuando Ana ascendió al trono como última soberana de la dinastía de los Estuardo en 1702, su heredera fue la electora protestante Sofía de Hannover, no su medio hermano católico Jacobo III. Pese a que Sofía murió dos meses antes que Ana en agosto de 1714, su hijo fue coronado como Jorge I y el gobierno quedó dominado por los pro hanoverianos Whigs durante los siguientes treinta años.
Los jacobitas siguieron siendo importantes en la política británica e irlandesa, pero con objetivos muy diferentes y enfrentados. Los Estuardo eran absolutistas que querían tolerar el catolicismo. Los jacobitas ingleses eran principalmente tories protestantes de la Iglesia de Inglaterra, pero poco fiables, ya que el resentimiento ante la exclusión del gobierno era un aspecto clave de su posición. El hecho de que no se tuviese en cuenta el declive posterior a 1715 de los jacobitas ingleses fue un factor importante en 1745. Los irlandeses jacobitas esperaban el cumplimiento de las promesas hechas por un reacio Jacobo II sobre una Irlanda católica y autónoma y la devolución de las tierras confiscadas por Cromwell. La mayoría de los jacobitas escoceses eran nacionalistas protestantes que se opusieron al gobierno «arbitrario» y que deseaban disolver la Unión. Estas divisiones se hicieron cada vez más visibles en 1745.
La restauración de los Estuardo requería respaldo francés, pero, después del Tratado de Utrecht de 1713, la prioridad era mantener la paz. Los términos de la alianza anglo-francesa de 1716 obligaron a los Estuardo a dejar Francia; se mudaron a Roma, invitados por el papa Benedicto XIV. Como la religión era una objeción clave para los Estuardo, su condición de pensionistas papales se combinaba con el devoto catolicismo personal de Jacobo para hacerlos menos atractivos para sus posibles partidarios; el nacimiento de los hijos de Jacobo, Carlos y Enrique, mantuvo viva la causa, pero las perspectivas de una Restauración parecían remotas.

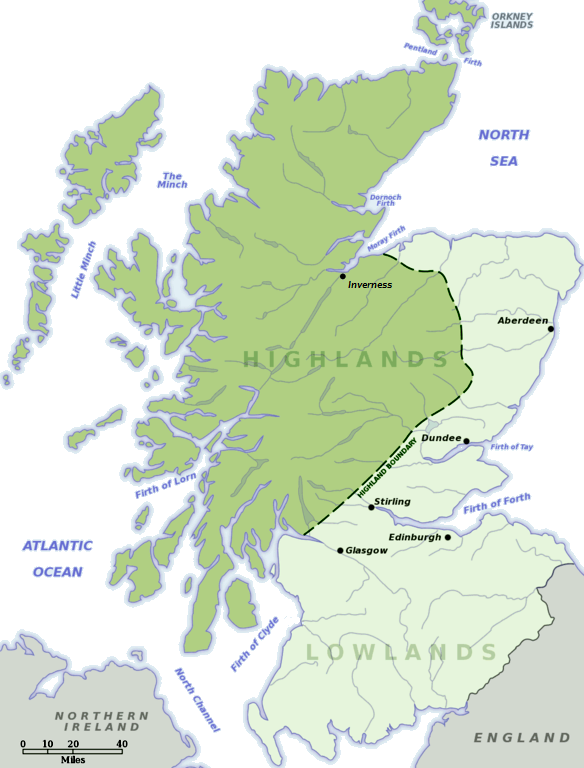
Divisoria tradicional entre Highlands y Lowlands

Esto cambió por una serie de razones. La fortaleza financiera del Estado francés centralizado había proporcionado una gran ventaja sobre sus rivales, pero se vio amenazada por la expansión del comercio británico a partir del 1713. Si bien los Estuardo eran un instrumento útil para los políticos franceses, la restauración era costosa y era poco probable que cambiase la cuestión de la fortaleza financiera del Reino Unido. Esto hizo que las revueltas existentes, baratas de sostener para Francia, le resultasen más oportunas a esta, pese al gran coste que podía suponer para los escoceses, como señaló el propio Carlos. Como el apoyo tenía que ser barato y los estadistas franceses no apreciaron el costo o la complejidad de las operaciones marítimas, esto dio lugar a una gran cantidad de planificación, pero muy poca acción.
En 1739, el conflicto comercial entre España y el Reino Unido precipitó el estallido de la Guerra del Asiento, a la que siguió en 1740-41 el comienzo de la Guerra de Sucesión de Austria. El veterano primer ministro británico Robert Walpole fue obligado a renunciar en febrero de 1742 por una alianza de tories y partidarios de la guerra, los Patriot Whigs, que rápidamente hicieron un trato para mantener a sus socios fuera del gobierno. La ira por esto llevó a los tories menores, entre ellos al duque de Beaufort, a solicitar ayuda francesa para restaurar a Jacobo en el trono británico, mientras que la Asociación escocesa Jacobita hizo una petición similar para devolverle el trono de Escocia y disolver la Unión. El primer ministro francés, el cardenal Fleury, sin embargo, siempre vio las afirmaciones jacobitas con escepticismo y desoyó ambas solicitudes.

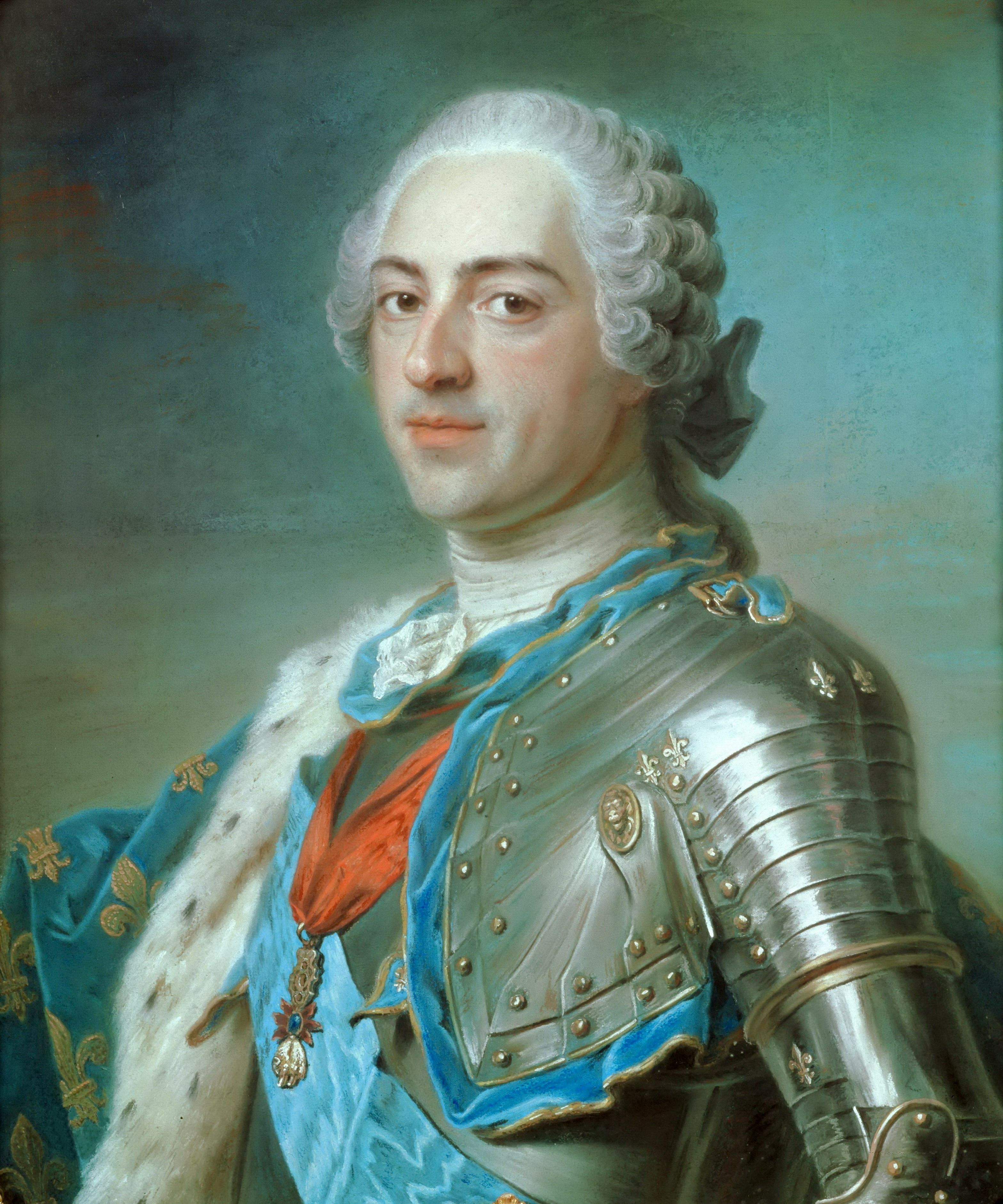
Luis XV de Francia, enfrentado a los británicos.

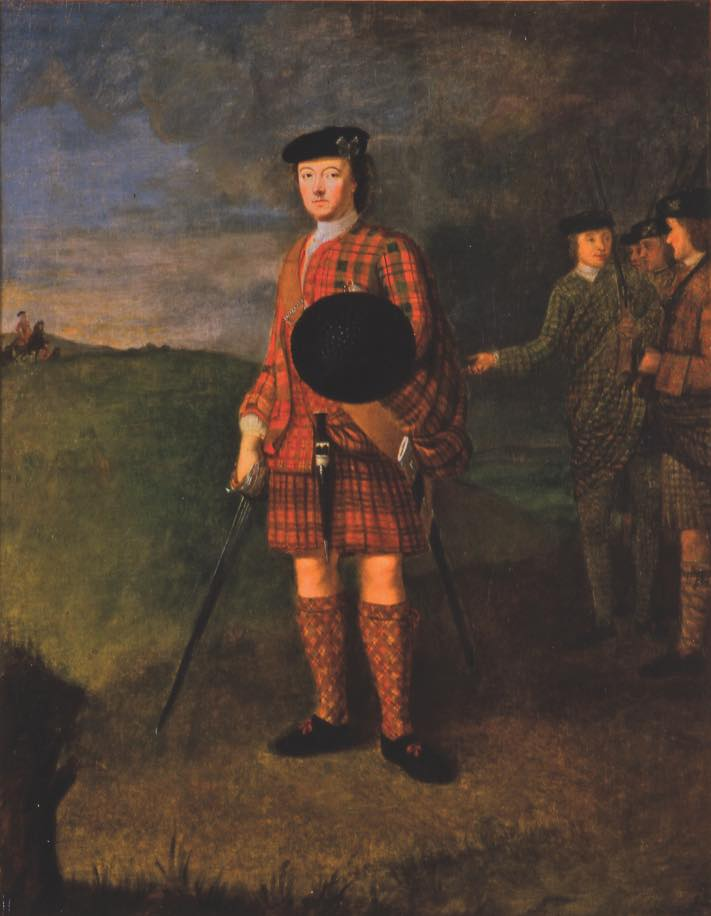
George Murray, destacado jefe jacobita.

Esto cambió cuando Fleury murió en enero de 1743; aunque Gran Bretaña y Francia aún no estaban en guerra, las hostilidades parecían inminentes y, en agosto, Luis XV envió a su maestro de caballos James Butler a Inglaterra para evaluar las perspectivas de los jacobitas. A Butler se le dieron listas de partidarios, incluida una que afirmaba que 190 de los 236 miembros de la poderosa asociación comercial de la Corporación de Londres eran «jacobitas». Cuando Luis preguntó por qué los ingleses necesitaban ayuda si el apoyo era tan generalizado, sus asesores lo atribuyeron a la aversión hacia los extranjeros, y la represión gubernamental. En realidad, era una combinación de ilusión y confusa indiferencia con los hanoverianos y entusiasmo por los Estuardo.
En noviembre, Luis notificó a su tío Felipe V de España y a Jacobo su decisión de emprender una invasión cruzando el Canal de la Mancha en febrero. Se aprestaron doce mil soldados en Dunkerque; cuando las fuerzas navales francesas hubiesen alejado a la Royal Navy del Canal, las tropas abordarían los transportes y desembarcarían cerca de Londres. Como el éxito dependía de la velocidad y la sorpresa, Jacobo permaneció en Roma, mientras Carlos viajaba en secreto a Gravelinas, en Francia, para unirse a la invasión.
Los planes se frustraron: el proyecto se filtró y la flota británica se negó a perseguir a la escuadra francesa que zarpó de Brest el 26 de enero. Las tormentas luego hundieron doce barcos franceses y dañaron gravemente los transportes, mientras que el Gobierno británico arrestó a un gran número de jacobitas sospechosos. A fines de marzo, Luis anuló la invasión, declaró la guerra al Reino Unido en octubre y se centró en las campañas en el continente.
Carlos llegó a París para pedir un plan alternativo para Escocia, y allí conoció a Murray de Broughton en agosto de 1744. Más tarde, Murray afirmó que le aconsejó no hacerlo, pero Carlos afirmó que estaba «decidido a marchar el verano siguiente... aunque fuera con un solo lacayo». Al escuchar esto, los escoceses jacobitas reiteraron su oposición a un levantamiento sin el apoyo militar francés, pero Carlos apostó una vez más a que los franceses tendrían que respaldarlo.

## Carlos en Escocia

Royal Standard of Scotland

Carlos pasó los primeros meses de 1745 comprando armas, mientras que la victoria en la batalla de Fontenoy en abril de 1745 animó al Gobierno francés a proporcionarle un apoyo armado a su causa y persona, aunque fue limitado, apoyo que comprendió a 700 voluntarios del Regimiento du Claire de la Brigada irlandesa, que era parte del ejército francés, y dos naves de transporte: una de las cuales era la Elizabeth, de gran capacidad de carga,  un buque de guerra de 64 cañones, capturado de los británicos en 1704 y el buque privado que fue adaptado para contar con 16 cañones: el Du Teillay.

Batalla de Prestonpans

A principios de julio de 1745, Carlos abordó el Du Teillay en Saint-Nazaire acompañado de siete de sus partidarios, más tarde conocidos como los Hombres de Moidart. El más destacado de ellos era John O'Sullivan, un exiliado irlandés y ex oficial del ejército francés que actuó como su asesor principal. 
Después, el 15 de julio de 1745, luego de unirrse con el Elizabeth, las dos naves partieron para las Islas Occidentales, pero fueron interceptadas a los 4 días de travesía por el buque de guerra británico HMS Lion, con lo cual se desarrolló una batalla de 4 hora, el enfrentamiento fue tan violento que  dejó tanto al Lion como al Elizabeth tan gravemente dañados que tuvieron que regresar a puerto. 
Este fue un gran revés para los jacobitas, ya que el Elizabeth llevaba la mayoría de las armas y a los voluntarios irlandeses, pese a esto el Du Teillay continuó la travesía y Carlos desembarcó en Eriskay el 23 de julio de 1745.

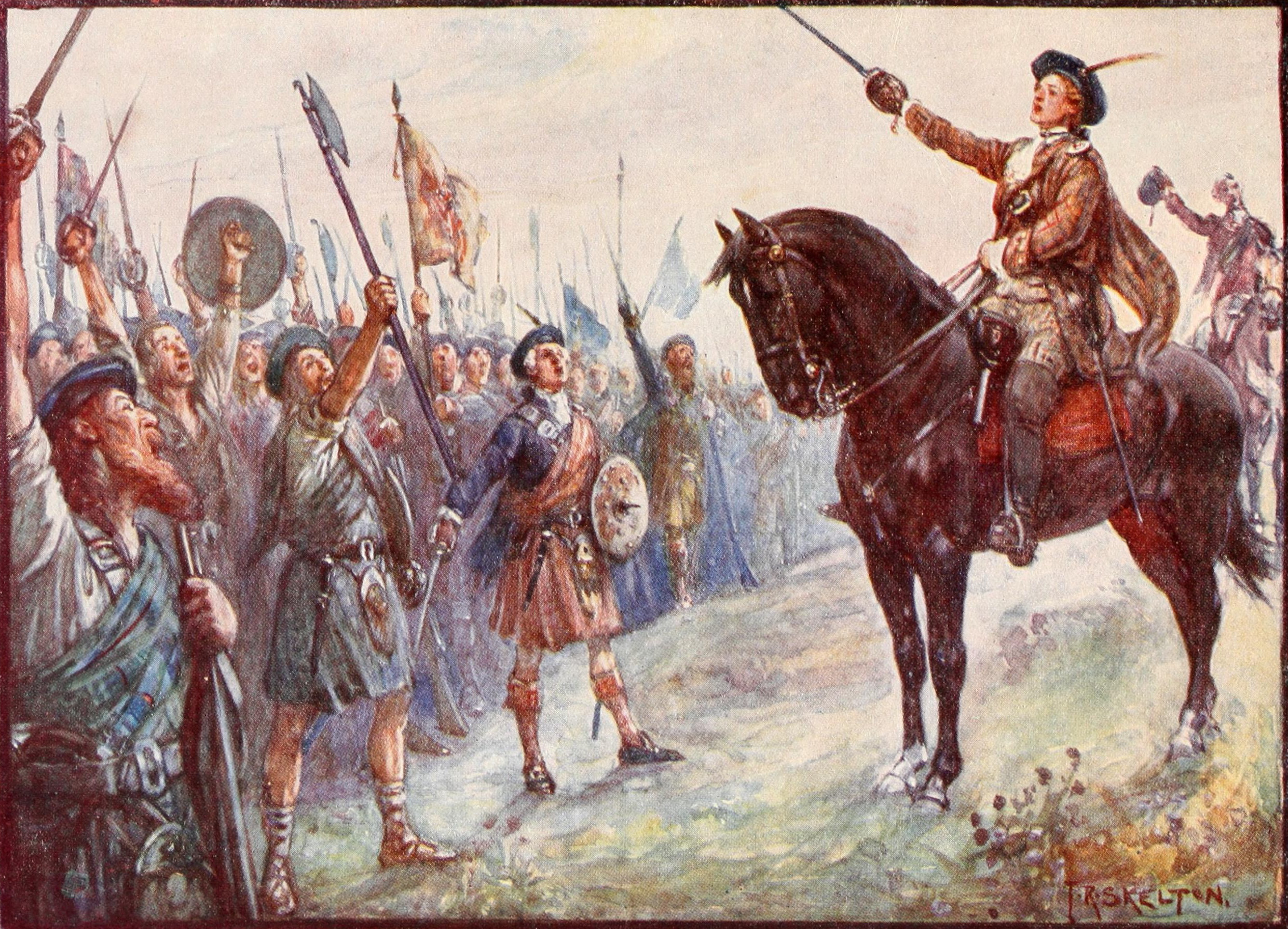
Carlos Estuardo, ícono romántico; de Una Historia de Escocia de H. E. Marshall publicada en 1907

Su recepción fue poco alentadora ya que no se produjo el apoyo que se suponía que existía entre la mayoría de los habitantes, e incluso entre sus partidarios. En este sentido los jefes de los clanes MacLeod y Mac Donald aconsejaron a Carlos que volviera a Francia, pero luego el poderoso e influyente Donald Cameron de Lochiel convenció a dichos jefes para que se uniesen al pretendiente. Con ellos, Carlos reunió una fuerza de aproximadamente 1,000 hombres y el 19 de agosto de 1745 se proclamó la rebelión izando el estandarte real en Glenfinnan. Los jacobitas partieron luego hacia Edimburgo; alcanzaron Perth el 4 de septiembre de 1745, donde se les unieron más simpatizantes. Entre estos se contaba lord George Murray, un soldado veterano previamente indultado por el Gobierno por su participación en los levantamientos de 1715 y 1719. Murray sustituyó a O'Sullivan como jefe del ejército jacobita en virtud de su mejor comprensión de la cultura militar de las Tierras Altas y pasó la semana siguiente reorganizándolo.
El representante del Gobierno en Escocia, el lord presidente Duncan Forbes, recibió la confirmación del desembarco el 9 de agosto de 1745, que remitió a Londres. Su jefe militar, sir John Cope, apenas contaba con 3,000 reclutas, en su mayoría bisoños, por lo que poco pudieron hacer al comienzo los representantes británicos para sofocar la rebelión. Forbes confió en sus relaciones personales para conservar la fidelidad de la población y, aunque fracasó con Lochiel, Murray y lord Lovat, muchos otros notables no se unieron a la rebelión como resultado de sus esfuerzos.

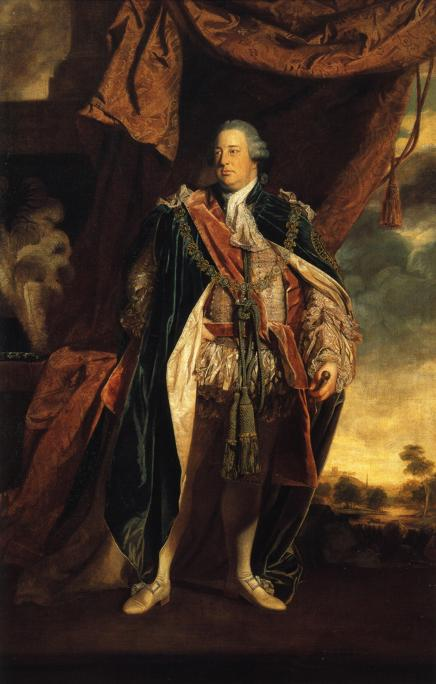
El príncipe Guillermo Augusto, duque de Cumberland

El 17 de septiembre de 1745, el ejército jacobita entró en Edimburgo sin oposición, aunque el castillo permaneció en manos del Gobierno; al día siguiente Jacobo fue proclamado Rey de Escocia y Carlos, su Regente. Poco después, Sir John Cope desembarcó en el puerto de Dunbar, a pocos kilómetros de Edimburgo. Los jacobitas marcharon para interceptarlo en Prestonpans y, en la madrugada del 21 de septiembre de 1745, dispersaron al ejército gubernamental en menos de 30 minutos de combate. 
La rebelión se tomó entonces más en serio y, a mediados de octubre de 1745, los jacobitas recibieron un cargamento de dinero y armas de Francia con un enviado, el marqués de Eguilles. Por su parte, el Gobierno británico hizo regresar de Flandes al duque de Cumberland, hijo menor de Jorge II y jefe del ejército británico en Europa, con 12,000 soldados para que se enfrentase a los rebeldes.
El Consejo del Príncipe, compuesto por entre 15 y 20 de los principales jefes jacobitas, pasó las siguientes 6 semanas debatiendo la estrategia. El Consejo se creó debido a la preocupación de los escoceses con el estilo autocrático de Carlos y al temor que estuviera demasiado influenciado por sus asesores irlandeses. Carlos consideraba al Consejo una cortapisa injustificada de los escoceses al poder de su monarca, divinamente designado, que además agudizaba las profundas divisiones entre las facciones. Esto se hizo evidente en las reuniones celebradas los días 30 y 31 de octubre de 1745 para discutir la invasión de Inglaterra.
El principal objetivo de los escoceses de poner fin a la Unión, que hasta esos no había sido posible y esto quería consolidar su posición; aunque estaban dispuestos a colaborar con un posible levantamiento inglés o una invasión francesa, no lo harían por su cuenta. Para los irlandeses, solo un Estuardo en el trono británico podría garantizar la Irlanda autónoma y católica que les había prometido Jacobo II. Carlos argumentó que la eliminación de los hanoverianos era la mejor manera de garantizar una Escocia independiente, que miles de seguidores se unirían una vez que entraran en Inglaterra, mientras que el marqués de Eguilles aseguró al Consejo que un desembarco francés en Inglaterra era inminente. El Consejo aceptó la invasión, pero solo con la condición de que los rebeldes recibirían un significativo apoyo inglés y francés.
La mayoría de las incursiones escocesas en Inglaterra históricamente cruzaban la frontera en Berwick-upon-Tweed, pero, para optimizar las posibilidades de cumplir las dos condiciones anteriores, Murray seleccionó una ruta que atravesaba Carlisle y el núcleo de los territorios que apoyaban a los jacobitas, el noroeste de Inglaterra. Los últimos elementos del ejército jacobita de alrededor de cinco mil hombres partieron de Edimburgo el 4 de noviembre de 1745 y las fuerzas gubernamentales al mando del general Handasyde volvieron a tomar la ciudad el día 14 de noviembre de 1745.

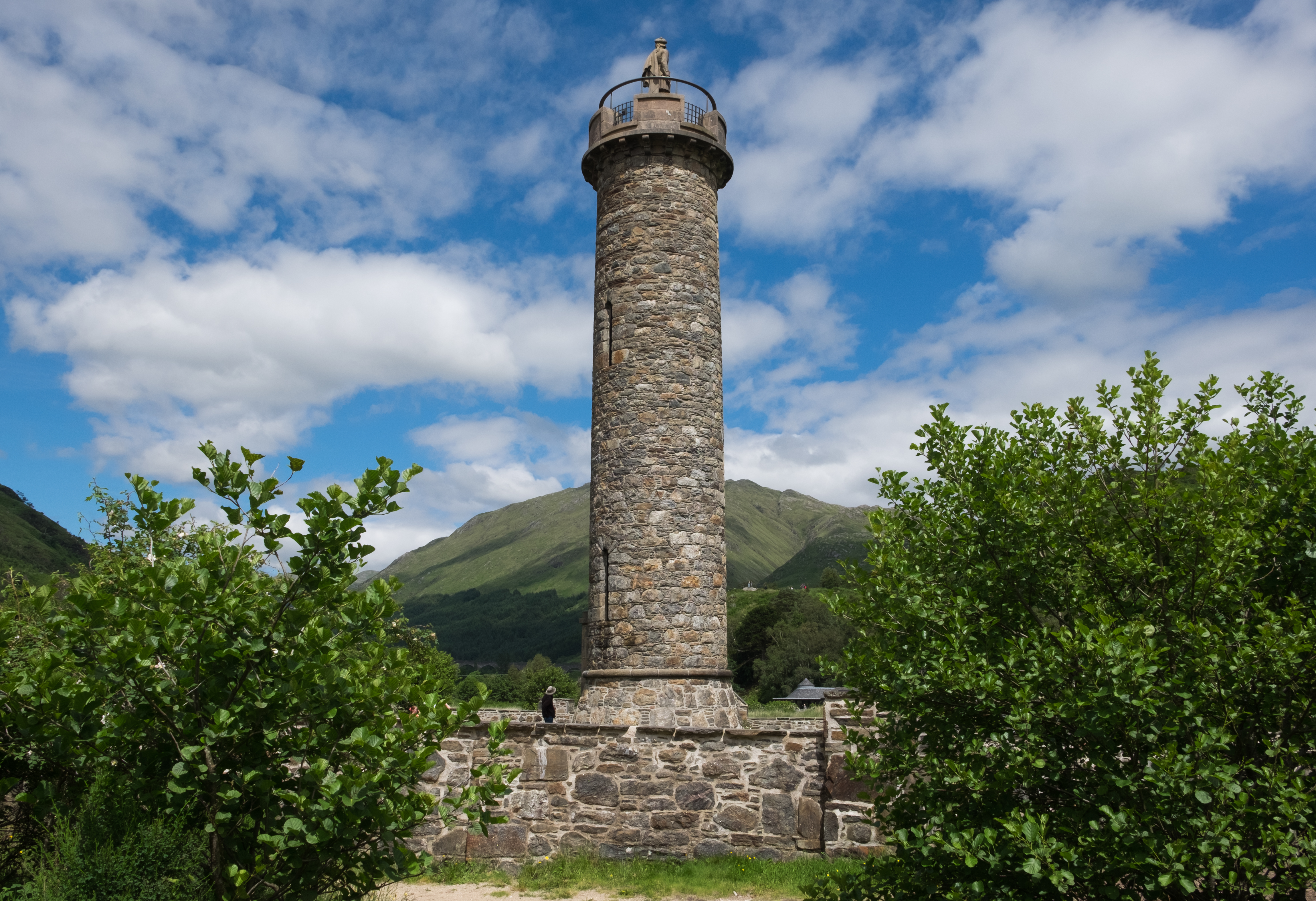
El monumento Glenfinnan, erigido en 1814 para conmemorar la rebelión

## La invasión de Inglaterra

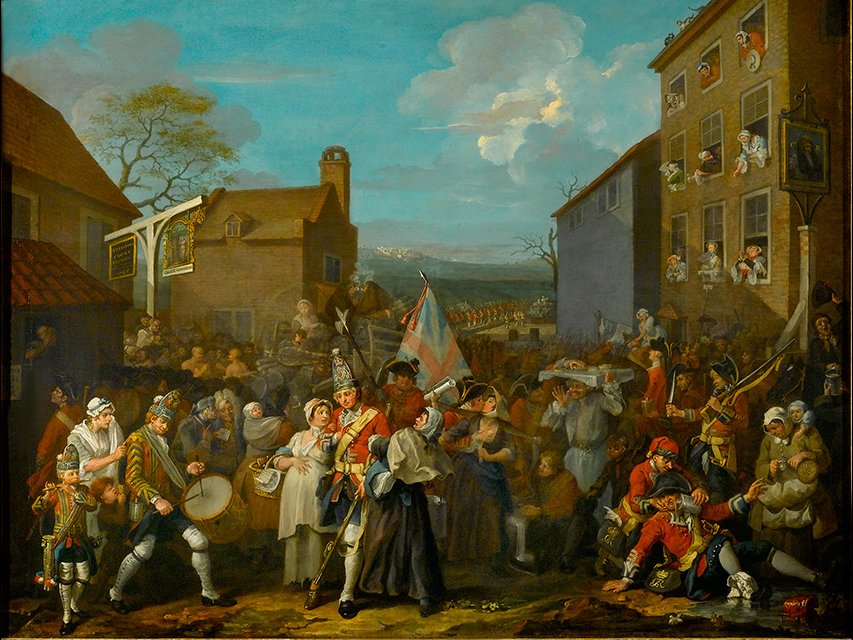
William Hogarth. La marcha de los Guardias a Finchley, que representa a los soldados británicos que se usaron para la defensa de Londres contra los jacobitas.

El ejército jacobita formó dos columnas para ocultar su destino al general Wade y entró a Inglaterra el 8 de noviembre de 1745 sin oposición. Dos días después llegaron a Carlisle. Si bien el castillo estaba en malas condiciones y lo defendían solo ochenta veteranos, los jacobitas tenían un equipo de asedio mínimo. Pese a ello, los defensores rindieron la fortaleza el 15 de noviembre de 1745 al percatarse de que Wade no podría socorrerlos a tiempo; los jacobitas prosiguieron la marcha hacia el sur dejando una pequeña guarnición en Carlisle. El 26 de noviembre de 1745, llegaron a Preston, lugar donde se había librado una gran batalla en 1715 y el 28 alcanzaron Mánchester, donde se unió al ejército el primer contingente importante de ingleses, compuesto por entre doscientos y trescientos reclutas. El ejército entró a continuación en Derby el 4 de diciembre y el Consejo se reunió al día siguiente para discutir los próximos pasos.
Ninguna de las condiciones acordadas en Edimburgo se había cumplido: pese a las constantes promesas de D'Eguilles de un inminente desembarco francés en Inglaterra, la única ayuda francesa había sido el desembarco de ochocientos soldados en Montrose el 24 de noviembre de 1745, no había señales de apoyo de los ingleses jacobitas y los reclutas de Mánchester habían sido de los pocos en unirse al ejército invasor. Se llevaron a cabo deliberaciones similares tanto en Preston como en Mánchester, y varios altos funcionarios escoceses opinaron que hacía tiempo que el ejército debía haberse retirado de Inglaterra. Murray argumentó que habían llegado lo más lejos posible y que ahora se arriesgaban a ser atrapados entre Cumberland, cuyas tropas se hallaban al Sudoeste, y Wade, situado al norte; cada uno de ellos contaba con fuerzas que duplicaban en número a las de los jacobitas. La admisión de Carlos de que no había tenido noticias de los ingleses jacobitas desde que salió de Francia sorprendió al Consejo, ya que significaba que había mentido en Edimburgo. Esta confesión dañó fatalmente la relación entre Carlos y sus partidarios escoceses. El Consejo optó abrumadoramente por la retirada y al día siguiente los jacobitas abandonaron Derby y se dirigieron al Norte.
La decisión ha sido debatida desde entonces, pero no hay evidencia de reclamaciones posteriores por parte de los exiliados. Hubo pánico en Londres el 6 de diciembre. La mayoría de los historiadores dudan de que la dinastía de Hanóver hubiera caído, incluso si los jacobitas hubiesen alcanzado Londres. El Duque de Richmond, que estaba con el ejército de Cumberland, proporciona una visión de la posición gubernamental: el 30 de noviembre le escribió al duque de Newcastle enumerando las cinco opciones con las que creía que contaban los jacobitas, de las cuales el retirarse a Escocia era, en su opinión, con mucho la mejor para ellos y la peor para el Gobierno.
El ejército jacobita, que se movía rápidamente, se zafó de la persecución del enemigo y solo disputó con él una escaramuza en Clifton Moor; pasó a Escocia el 20 de diciembre. El ejército de Cumberland llegó a las afueras de Carlisle el 22 de diciembre de 1745 y siete días después, la guarnición se vio obligada a rendirse, poniendo fin a la presencia militar jacobita en Inglaterra.

## El camino a Culloden
Si bien la invasión en sí logró poco, llegar a Derby y replegarse luego a Escocia fue un logro considerable. La moral de los soldados jacobitas era alta y los reclutas de los clanes Fraser, Mackenzie y Gordon y los reclutas de los regimientos escocés e irlandés con mando francés elevaron el tamaño del ejército por encima de los ocho mil hombres. La artillería suministrada por Francia se utilizó para sitiar el castillo de Stirling, la posición clave de las Tierras Altas. El 17 de enero, los jacobitas dispersaron una fuerza de socorro al mando de Henry Hawley en la batalla de Falkirk Muir, aunque el sitio en sí apenas avanzó.
Las fuerzas de Hawley estaban prácticamente intactas y avanzaron sobre Stirling nuevamente cuando Cumberland llegó a Edimburgo el 30 de enero. Muchos montañeses se habían vuelto a sus hogares para pasar el invierno y el 1 de febrero los jacobitas abandonaron el asedio y se retiraron a Inverness. El ejército de Cumberland entró en Aberdeen el 27 de febrero y ambos bandos detuvieron las operaciones hasta que el tiempo mejorara.
Los jacobitas recibieron varios cargamentos franceses durante el invierno, pero el bloqueo de la Marina Real originó una gran escasez de dinero y alimentos. Cuando Cumberland dejó Aberdeen el 8 de abril, Carlos y sus principales oficiales acordaron tratar de obtener la victoria mediante una batalla decisiva. La elección de la ubicación se ha discutido desde entonces, pero es poco probable de haberse librado el combate en otro lugar hubiera cambiado el resultado. Además de contar se más numerosas y contar con un equipo superior, las tropas de Cumberland habían sido adiestradas intensamente para contrarrestar la táctica ofensiva clave de los montañeses de usar la velocidad y la ferocidad de su carga inicial para romper la línea enemiga. Cuando funcionaba, esta táctica dio como resultado rápidas victorias como las de Prestonpans y Falkirk, pero cuando fallaba, los montañeses no podían mantener su posición. Las fuerzas jacobitas estaban agotadas por una desacertada marcha nocturna y así la batalla de Culloden del 16 de abril terminó en menos de una hora, con una decisiva victoria gubernamental.
Carlos y la mayor parte de su séquito escaparon hacia el norte, mientras que aproximadamente mil quinientos supervivientes se reunieron en el cuartel de Ruthven. El 20 de abril, el pretendiente les ordenó que se disolvieran, explicando sus razones en una carta. Argumentó que los franceses preferían la guerra civil con escasos combates que se libraba en Escocia a una victoria decisiva de los Estuardo, una opinión bastante acertada. Como esto hacía de los escoceses el objetivo de las represalias gubernamentales, Carlos les ordenaba dispersarse hasta que regresara de Francia con refuerzos. En realidad, la ruptura de la relación entre el pretendiente y sus partidarios escoceses hizo improbable una segunda campaña victoriosa. Incluso antes de Derby, Charles había acusado a Murray y a otros de traición. La desilusión y su alcoholismo hicieron que estos estallidos de ira fueran cada vez más frecuentes, mientras que los escoceses ya no confiaban en sus promesas de apoyo. Después de varios meses de zafarse de la persecución de las autoridades en las Tierras Altas occidentales, Carlos fue rescatado por un barco francés el 20 de septiembre y nunca regresó a Escocia.

## Secuelas

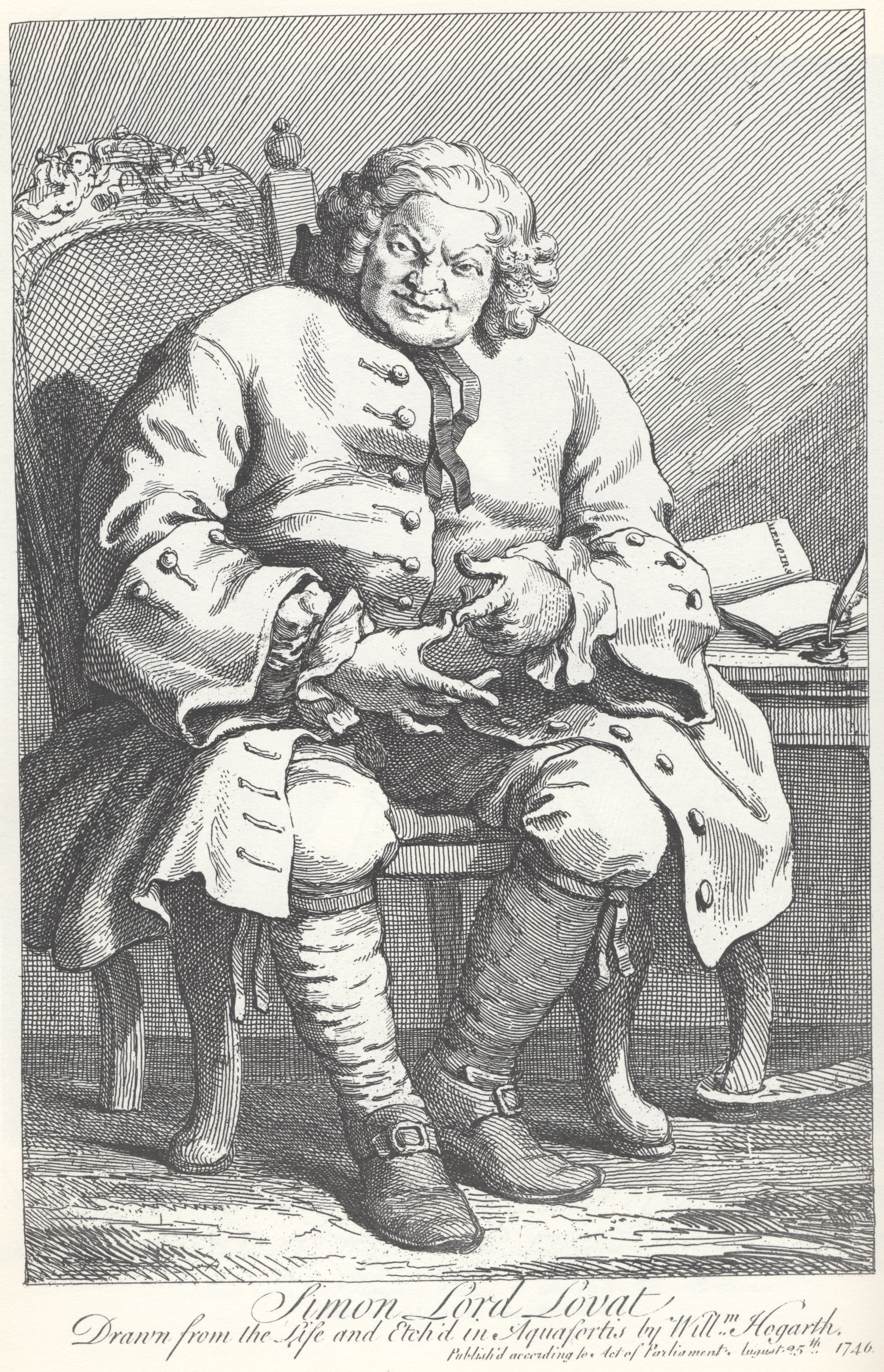
Grabado de William Hogarth que muestra a lord Lovat antes de su ejecución

Después de Culloden, las fuerzas gubernamentales pasaron las siguientes semanas buscando rebeldes, confiscando ganado y quemando casas de episcopalianos y católicos. Los prisioneros de los regimientos franceses fueron tratados como prisioneros de guerra e intercambiados, pero los tres mil quinientos jacobitas apresados, en su mayoría escoceses, fueron acusados de traición. Seiscientos cincuenta de ellos murieron en espera de juicio, otros ciento veinte fueron ajusticiados (incluidos cuarenta desertores del Ejército británico y varios oficiales del Regimiento de Mánchester), novecientos fueron indultados y el resto, deportados. Los señores jacobitas de Kilmarnock, Balmerino y Lovat fueron decapitados en Tower Hill en abril de 1747, pero las suyas fueron algunas de las últimas ejecuciones. Las simpatías públicas habían cambiado y la insistencia de Cumberland en la severidad le valió el apodo de «Carnicero» de un concejal de la Ciudad de Londres, presuntamente jacobita.
La última persona en ser ejecutada por sus creencias jacobitas fue el doctor Archibald Cameron, hermano menor de Lochiel, que fue condenado por traición por su participación en la rebelión del 45. Escapó al exilio, pero regresó a Escocia en marzo de 1753; fue supuestamente traicionado por los miembros de su propio clan y ajusticiado en Londres el 7 de junio.
Se tomaron medidas para evitar rebeliones futuras; William Roy completó la primera inspección exhaustiva de las Tierras Altas, se construyeron nuevos fuertes y finalmente se completó la red de caminos militares iniciada por Wade en 1715. Se tomaron medidas adicionales para socavar el sistema de clanes tradicional, que ya había estado sometido a gran tensión incluso antes de 1745, debido a las cambiantes condiciones económicas. La Ley de Jurisdicciones Heredables puso fin a los poderes tradicionales ejercidos por los jefes sobre los miembros del clan, mientras que el Acta de Proscripción prohibió la vestimenta de las Tierras Altas, a menos que se usara en el servicio militar. Esta ley fue derogada en 1782, momento en que se logró su propósito.

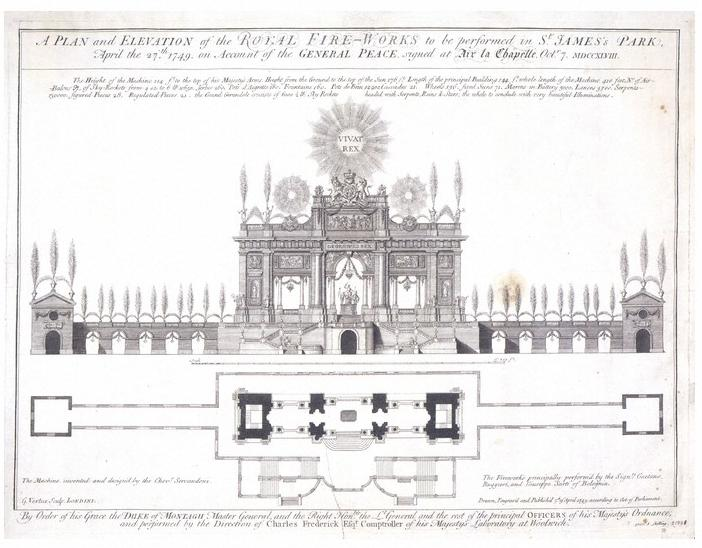
Estructura para los fuegos artificiales para celebrar la paz de Aquisgrán en mayo de 1749 realizada en Green Park. Estructura diseñada por el arquitecto franco-italiano Giovanni Niccolo Servandoni

La causa jacobita no desapareció por completo después de 1746, pero la exposición de los objetivos conflictivos de las fracciones la eliminó como amenaza. Muchos escoceses estaban desilusionados, mientras que el declive de los jacobitas ingleses desde 1715 se plasmó en su incapacidad para coadyuvar en la rebelión. Las sociedades irlandesas jacobitas continuaron, pero reflejaban cada vez más la oposición al orden existente más que el afecto por los Estuardo, y finalmente fueron absorbidas por los Republicanos Irlandeses Unidos.
Paradójicamente, la Rebelión fue la cumbre de la carrera de los dos jefes enfrentados. La carrera militar de Cumberland después de Culloden fue un fracaso: renunció al ejército en 1757 y murió de un derrame cerebral en 1765. 

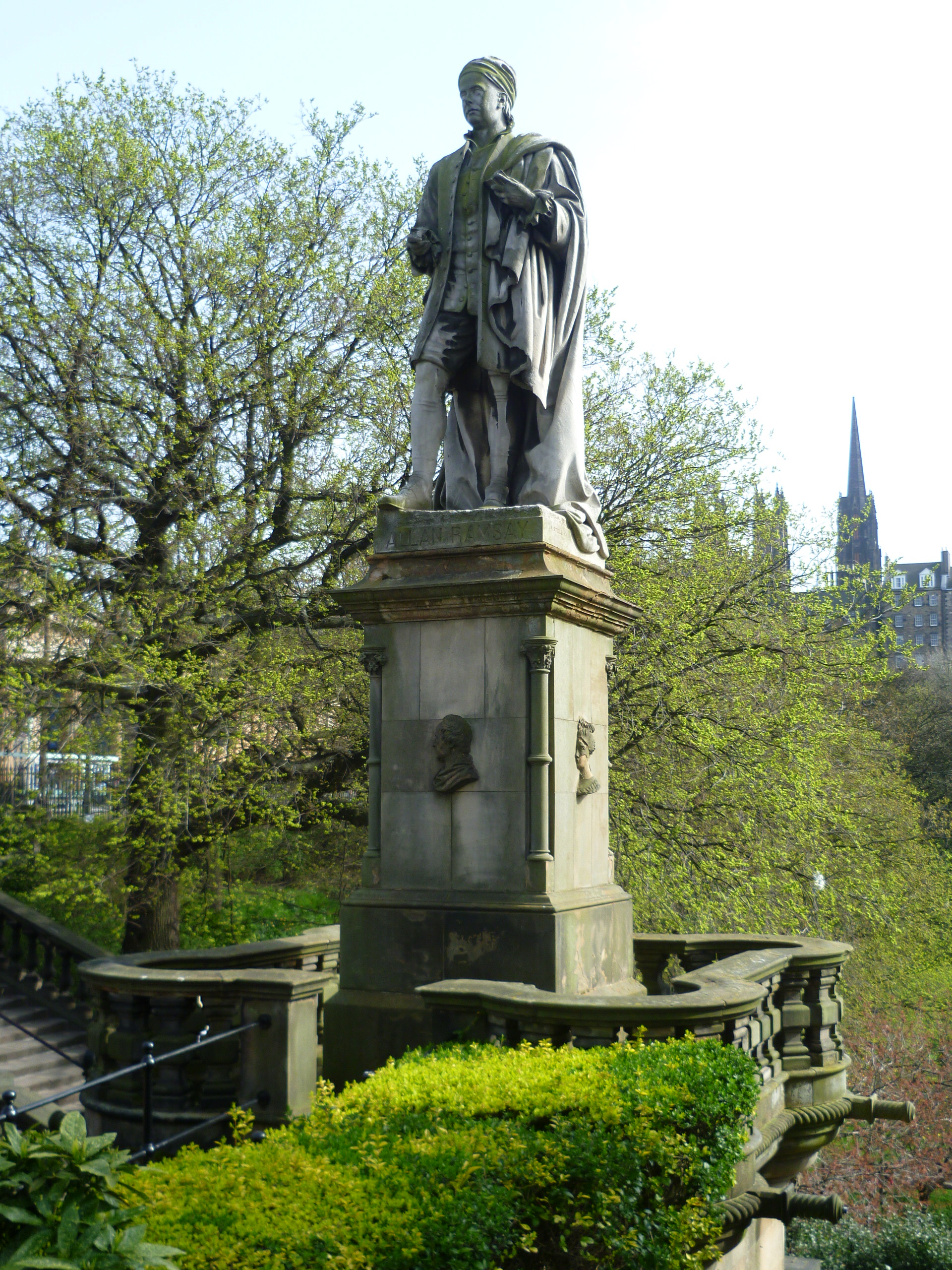
Allan Ramsay Statue, Edimburgo

Carlos fue tratado como un héroe al regresar a París, pero los franceses querían poner fin a la guerra y los Estuardo fueron expulsados de Francia una vez más en virtud del Tratado de Aquisgrán de 1748. Carlos visitó secretamente Londres en 1750 y siguió intentando reavivar su causa, pero el consumo excesivo de alcohol en el que había caído lo hizo discutidor y difícil de tratar. En 1759, el primer ministro francés De Choiseul se reunió con él para estudiar otro intento de invasión, pero descartó el proyecto por la dipsomanía del pretendiente. Carlos nunca volvió a visitar Gran Bretaña y murió en Roma en enero de 1788, decepcionado y amargado.

## Legado

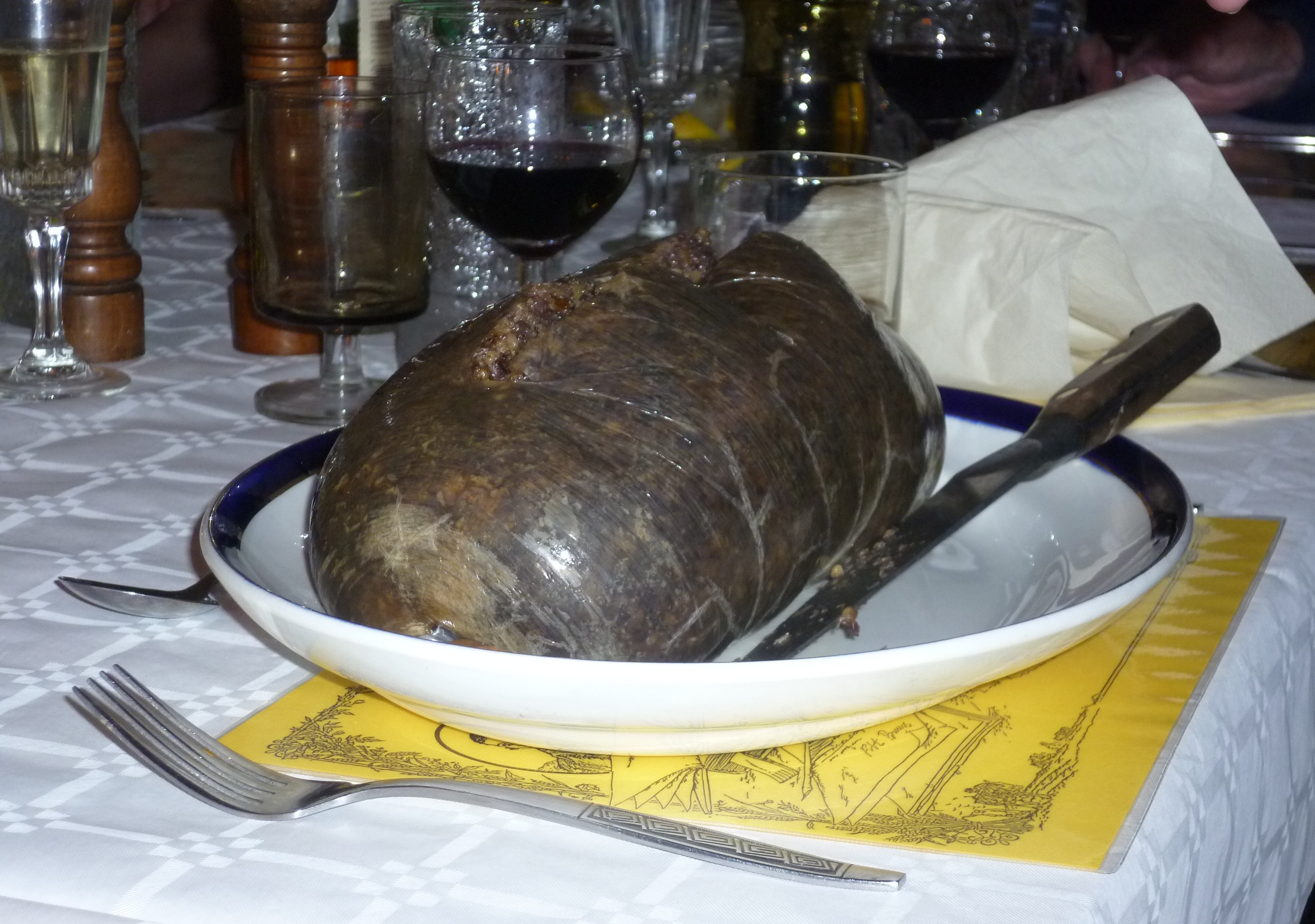
Un haggis. Se toma en las Burns Suppers

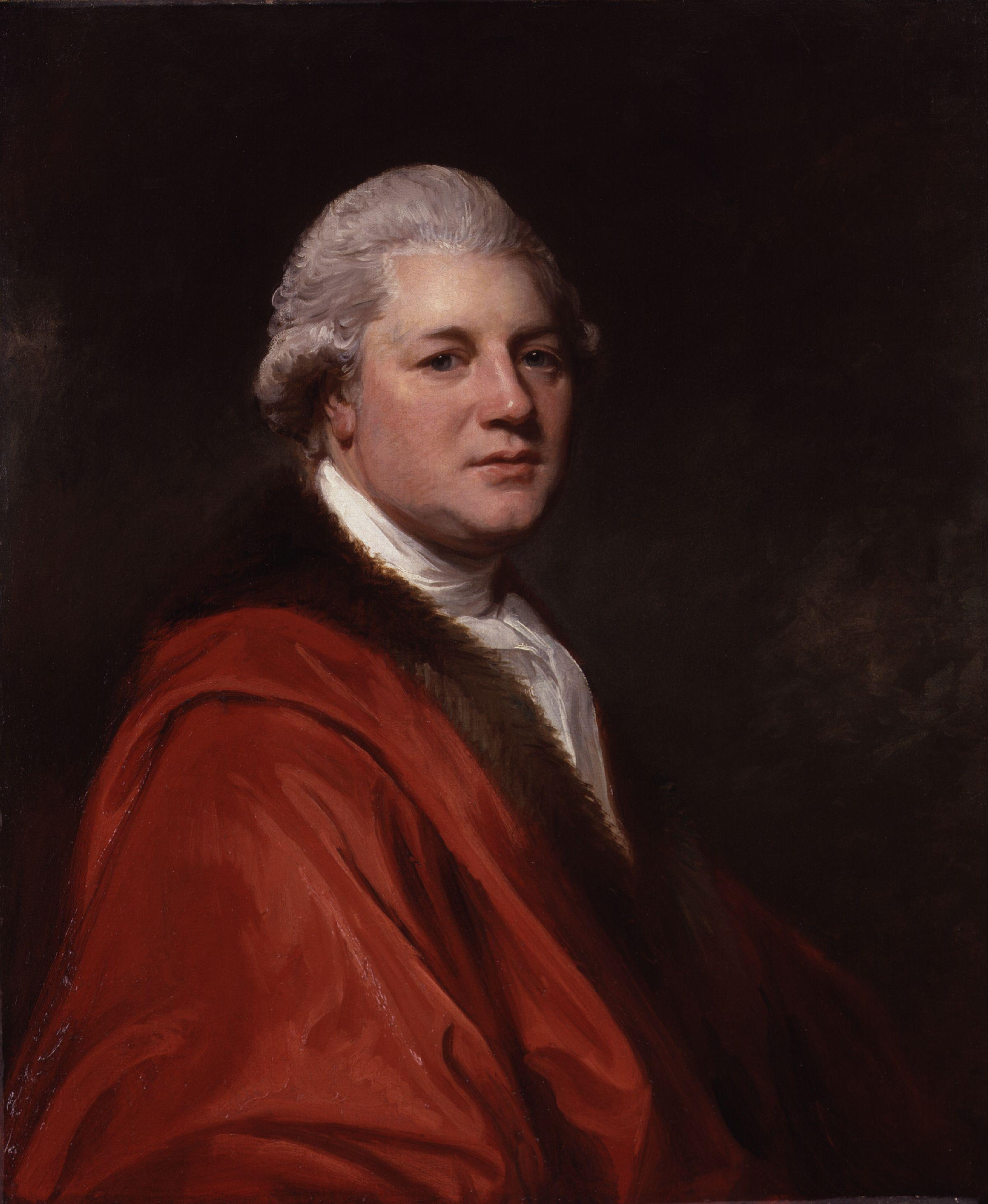
James Macpherson por George Romney

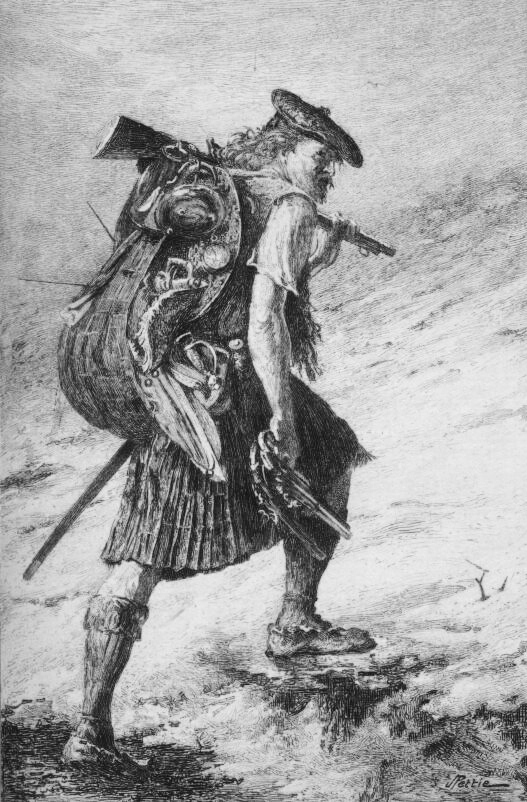
Walter Scott Waverley illustration

El enfoque tradicional sobre el Bonnie Prince Charlie y los Highlanders oscurece el verdadero legado de los hechos del 45. Los historiadores modernos sostienen que el nacionalismo fue un factor clave para muchos escoceses jacobitas, por lo que la rebelión forma parte de una idea política en curso, no el último acto de una causa y cultura condenadas. Además, a menudo se supone que el ejército jacobita estaba compuesto esencialmente por montañeses de habla gaélica, mientras que en realidad muchas de sus unidades más efectivas provenían de las tierras bajas. Esta confusión todavía existe. Los regimientos de las tierras bajas como los de lord Elcho y Balmerino's Life Guards, Baggot's Hussars y Viscount Strathallan's Perthshire Horse fueron catalogados por el Culloden Visitors Centre como highlanders. La persistencia de estos puntos de vista proviene de la búsqueda posterior a 1746 de una identidad escocesa dentro de un marco unionista.
Un aspecto fue la conversión de los montañeses en una noble raza guerrera en lugar de marginados Wyld Wykkd Helandmen, racial y culturalmente inferiores a otros escoceses. Durante décadas anteriores a 1745, la pobreza rural llevó a muchos a alistarse en los ejércitos europeos, pero si bien la experiencia militar era común, los aspectos militares del sistema de clanes habían estado en declive durante muchos años. El servicio exterior se prohibió en 1745 y el reclutamiento en el ejército británico se aceleró como una política deliberada. Los administradores imperiales victorianos continuaron esto con su política de reclutamiento de las llamadas "carreras marciales", respecto a grupos como los highlanders, sijs, dogras y gurkhas, identificados arbitrariamente como virtuosos militares. Esta imagen fue poderosa y duradera.

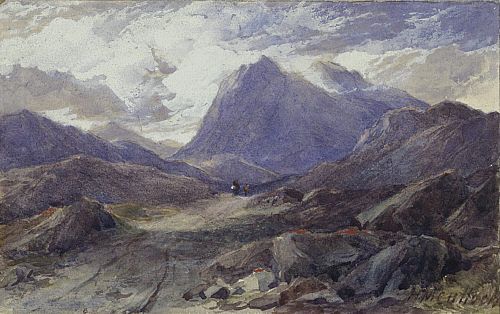
Horatio McCulloch, Glencoe, Argyllshire

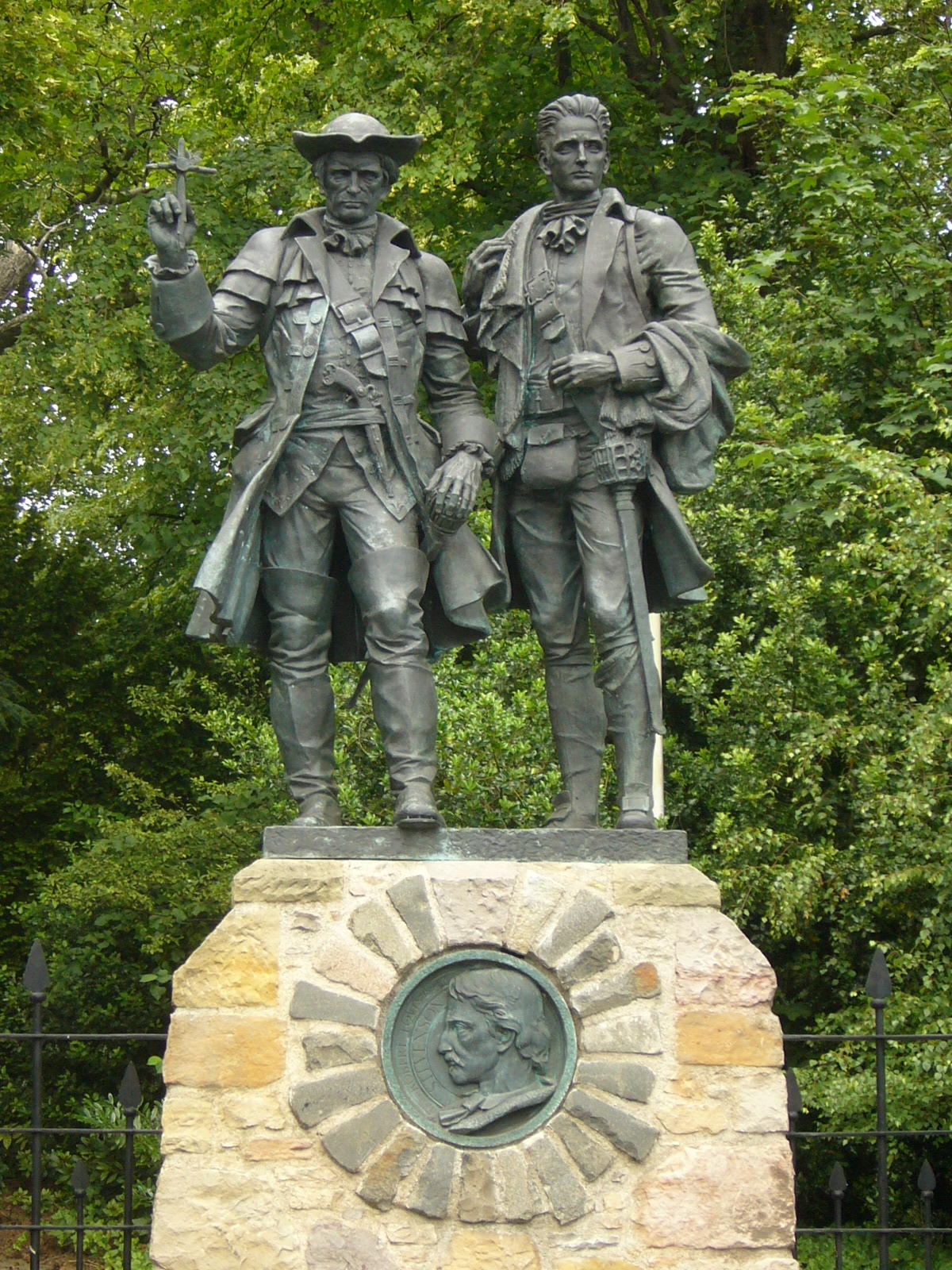
RLS. Estatua conmemorativa de Secuestrado en Edimburgo

Otra consecuencia fue la creación de una cultura literaria escocesa distintiva; esto comenzó en la reacción posterior a 1707 a la Unión por el movimiento romántico escocés e incluyó la poesía vernácula de Allan Ramsay. Esta tendencia se aceleró después de 1746. Ramsay fue seguido por Robert Burns, pero otros como James MacPherson miraron atrás a un pasado más distante que era tanto escocés como gaélico. A principios del siglo XIX, el novelista Sir Walter Scott fue más lejos al transformar la rebelión y sus secuelas en una historia compartida por los unionistas. El héroe de su novela Waverley es un inglés que lucha por los Estuardo, rescata a un Coronel Hannoveriano y rechaza a una belleza romántica de las Tierras Altas a favor de la hija de un aristócrata de las Tierras Bajas.
Las perspectivas también fueron moldeadas por el arte escocés del siglo XIX; hasta la década de 1860, los Highlands fueron retratados por artistas como Horatio McCulloch como lugares salvajes, remotos y en gran parte vacíos de gente. Esto fue reemplazado gradualmente por artistas 'Jacobite Romantic' que se centraron en eventos. La pintura de John Blake MacDonald en 1879 de Glencoe en 1692. Esto creó una identidad escocesa ampliamente expresada a través de marcadores culturales como los inventos victorianos de Burns Suppers, Highland Games y tartanes y la adopción por parte de una nación protestante de románticos iconos católicos como María Reina de Escocia y Bonnie Prince Charlie. Estos puntos de vista continúan impactando las perspectivas modernas de la Rebelión de 1745 y la historia escocesa en general.

## El 45 en la cultura popular

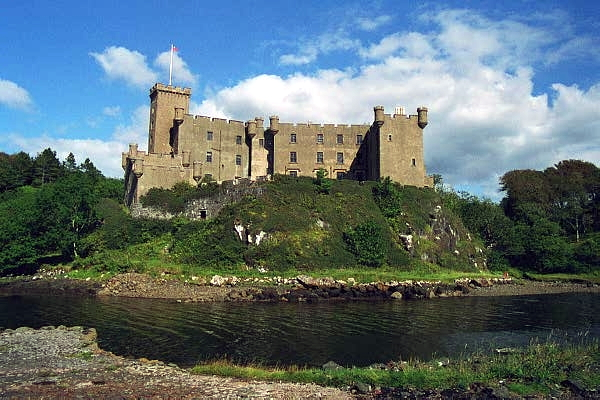
Castillo de Dunvegan, isla de Skye

En la literatura, aparte de las novela Waverley de Scott, los libros más conocidos con la Rebelión como telón de fondo incluyen las novelas de Robert Louis Stevenson Secuestrado y Catriona, la trilogía jacobita de D. K. Broster y en los tiempos modernos, la novelas de Diana Gabaldon, Outlander.
Aunque no está estrictamente relacionado con el 45, la autora británica Joan Aiken escribió una serie de libros infantiles ambientados en una Gran Bretaña alternativa del siglo XVIII donde James II nunca fue depuesto y su hijo James III lucha contra constantes conspiraciones pro-Hannoverianas.
Las versiones cinematográficas más importantes incluyen Bonnie Prince Charlie de 1948 protagonizada por David Niven que la resumió como "una de esas extravagancias enormes y floridas que huelen a desastre desde el principio" y Culloden, el docu-drama de Peter Watkins de 1964. Además de la actual serie de TV Outlander, las secuelas de la Rebelión es el tema de la serie The Highlanders de Dr Who 1966, ahora perdida.
Las referencias musicales al 45 son numerosas, tanto para gaitas (por ejemplo, Johnnie Cope) como en canciones; la más famosa es la Skye Boat Song, que recuerda la huida del príncipe Carlos Eduardo Estuardo a la Isla de Skye después de su derrota en la Batalla de Culloden, pero hay muchas otras, algunas de las cuales están en el álbum de 1960 Songs of Two Rebellions: The Jacobite Wars de 1715 y 1745 en Escocia de Ewan MacColl y Peggy Seeger. 
En el año 1987, la banda argentina de post-punk, Sumo, lanzó una canción en su LP After Chabón, titulada Crua Chan, la letra del tema habla de un campo de batalla entre escoceses e ingleses en 1745.